# C-82運輸機
費爾柴德C-82運輸機（英語：Fairchild C-82 Packet）是一架雙活塞引擎、前三點式起落架、雙尾椼設計的運輸機，由費爾柴德飛機公司在第二次世界大戰末期研製，並得到美國陸軍航空隊與美國空軍所使用。從軍隊汰除後，C-82因為可以運輸超大件貨物的特殊性能，因此民航貨運中使用到1980年代才完全退役。

## 簡介

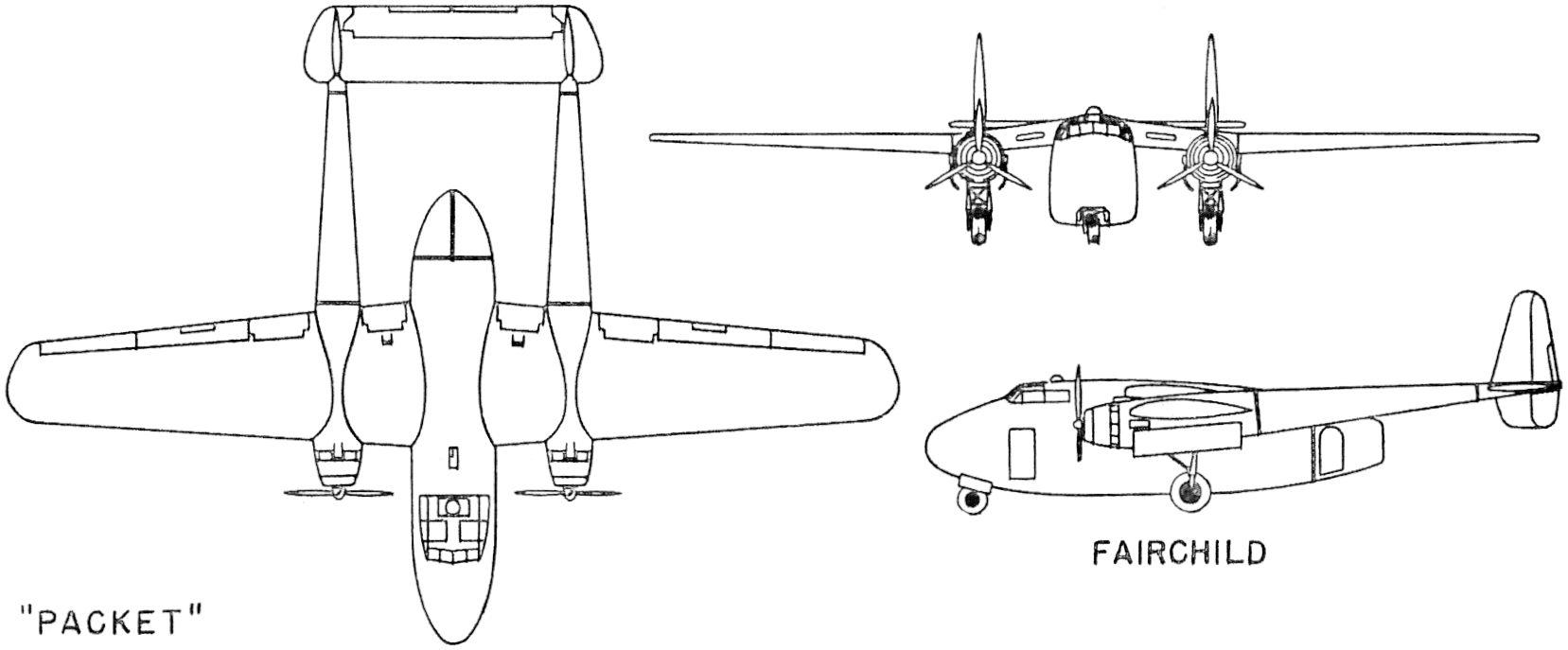
C-82運輸機三視圖

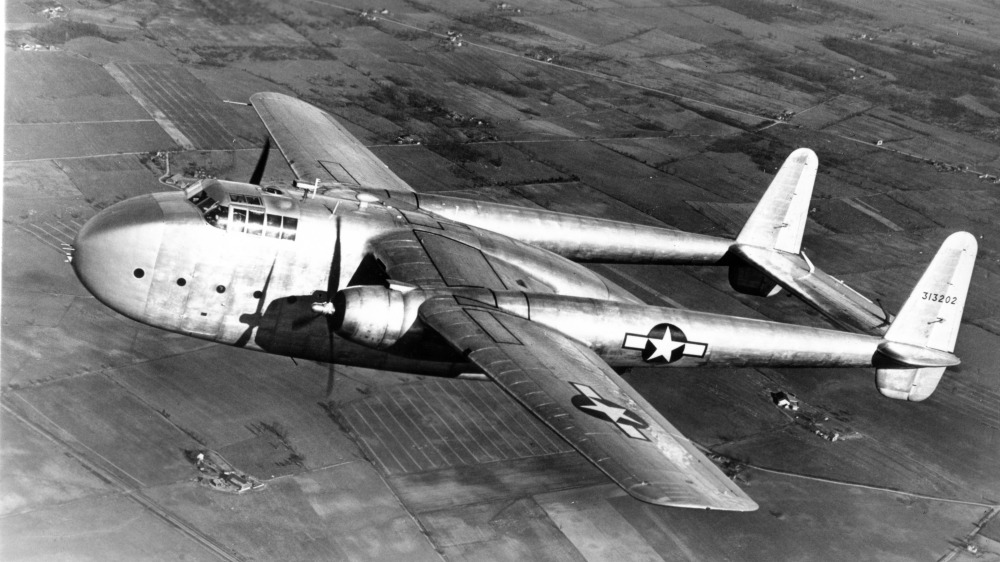
XC-82原型機

美國陸軍航空隊在1941年底正式參與第二次世界大戰後，向飛機廠商徵詢一款重型運輸機，它必須要比現役的戰術運輸機飛得更快，裝載更多貨物，並且需要使用一些非關鍵性軍需材料降低空用鋁材比例，避免運輸機生產原料與優先度更高的戰鬥機種競爭，最後由費爾柴德公司獲得計畫，公司代號F-78，1942年獲得正式開發合約。但是在1943年初這個需求進行調整，確定了飛機維持全金屬結構的設計，但是對於軍用運輸這個項目增加了多種細項，要求飛機能滿足人員運輸、貨運、傘兵投射、醫療後運、曵引滑翔機等功能。
為了更複雜的運輸項目，費爾柴德公司為這架飛機設計了蚌殼門，在打開蚌殼門後，可以裝設裝卸貨坡道板，使卡車或是戰車直接駛入機艙，滿足大體積貨物的裝卸，費爾柴德為了配合車輛駛入貨艙的高度需求，尾椼與垂直尾翼位置也刻意抬高。原型機XC-82在1944年9月10日首飛，美國陸航在最初下訂了100架該機訂單。但是在獲得實際飛行資料後，陸航發現這架飛機動力與機體強度無法滿足它們制定的重型貨物運輸需求，費爾柴德公司只能重新設計這架飛機，代號C-82A的改良型在1945年首飛，雖然通過驗收並履行第一批100架的訂單，但動力不足的問題仍然持續困擾著這架飛機。原先美國陸航有計畫訂購892架，但最後實際履約訂購量僅223架。
絕大多數的C-82都在費爾柴德位在馬里蘭州的黑格斯敦的飛機工廠製造，該城市現在還有「飛行棚車之家」的綽號。北美航空曾有獲得C-82的代工訂單，生產代號C-82N，由北美航空達拉斯工廠製造，但隨著該機性能不足而縮減訂單，最後生產了極少量後終止代工計畫。

## 運用狀態

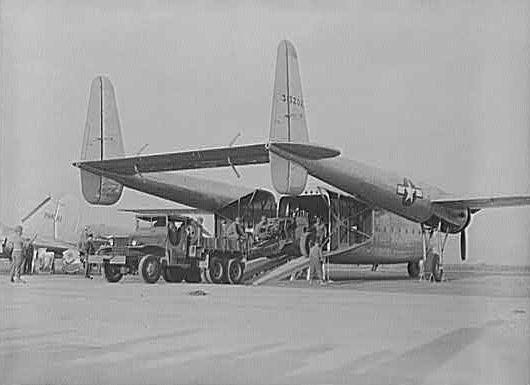
1944年測試時，從C-82貨艙中駛出的2.5噸載重車與榴彈砲組

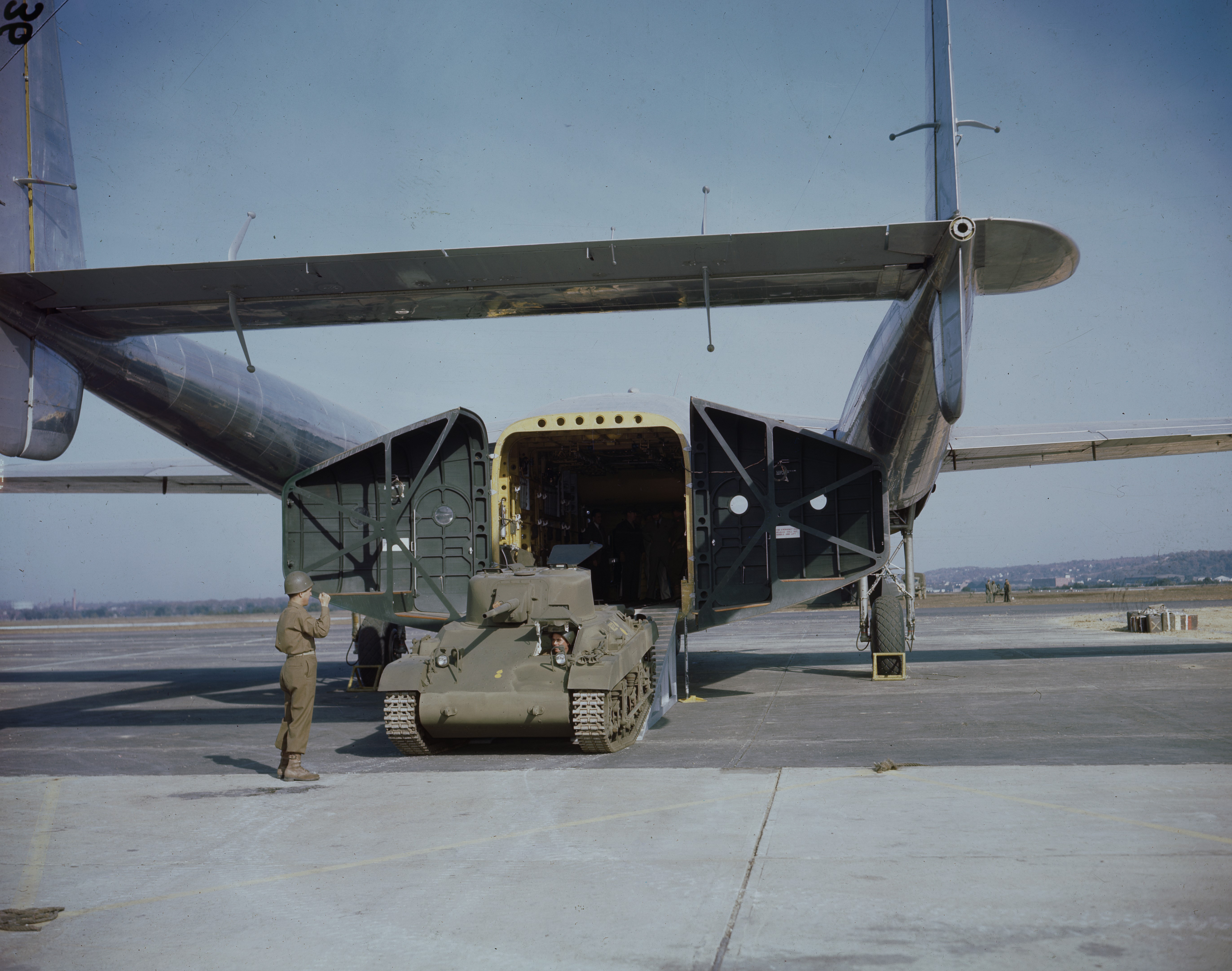
從C-82貨艙中駛出的M22蝗蟲式輕型坦克

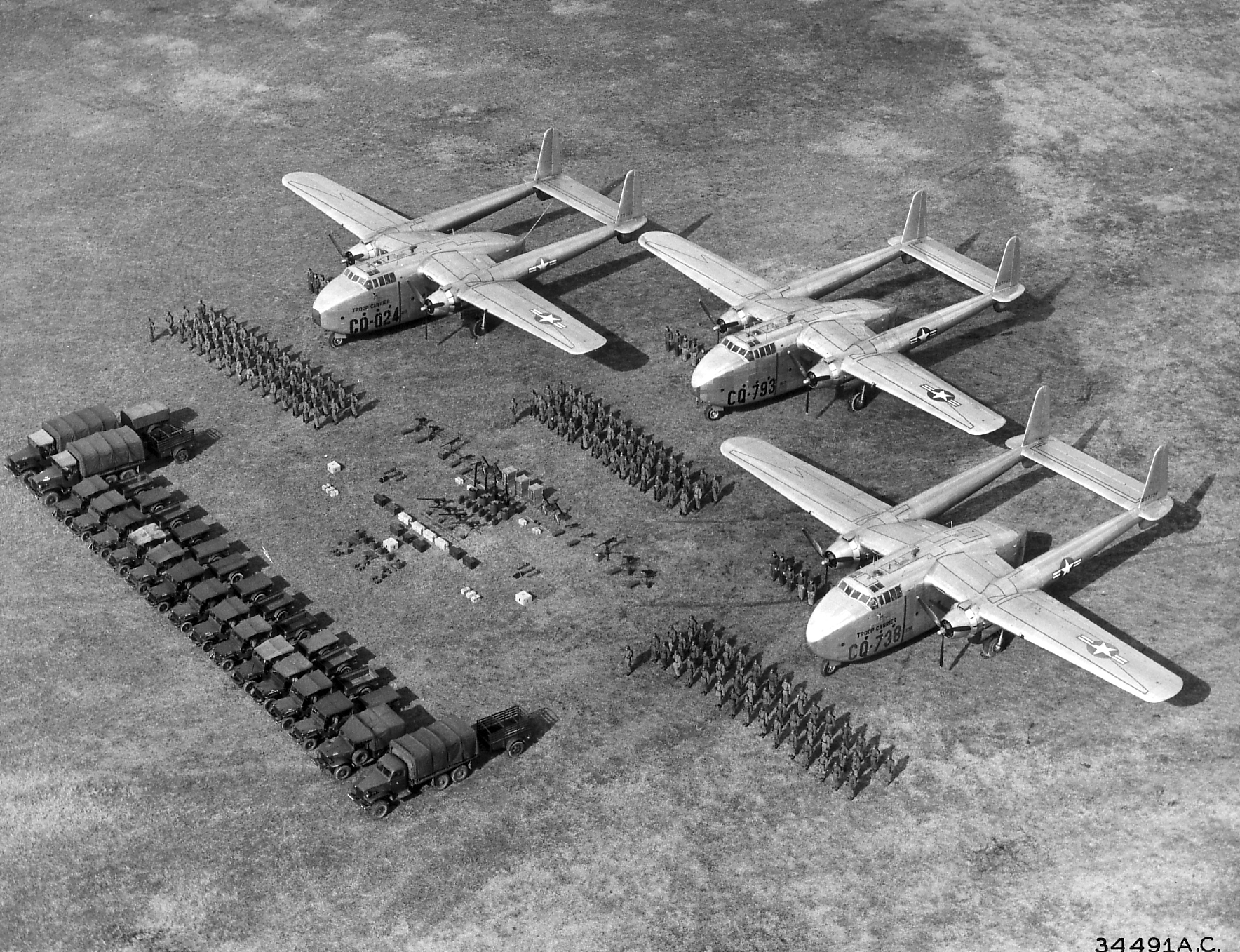
在1948年美國空軍探索使用C-82進行機械化運輸投射的示意照片

C-82A第一批量產機到1945年9月才交機，來不及參與第二次世界大戰，但是有5架C-82投入了1948年爆發的柏林危機，在1948年9月至11月間，C-82機隊飛行了252架次，運輸了1,054公噸貨物。雖然C-82的載重噸位不如C-54運輸機等四引擎運輸機，但它的貨艙設計讓飛機可以直接裝入GMC CCKW這類標準運輸卡車，並且在不拆卸的前提下運輸開闢機場所必需的土木機具，為興建柏林-泰格爾奧托·利林塔爾機場提供了重要貢獻。
不過由於飛機的性能仍然不足，在1954年美國空軍退役全數的C-82運輸機。在此之前，費爾柴德在1947年提出C-82B方案，更換引擎全面提升性能，這個計畫被美國空軍所採納，並給予了一個新型號：C-119。
C-82退役後，大部分作為剩餘軍事物資向民間販售。民間航空公司對於這架可以運輸超大件貨物的機種也相當感興趣，因此包括美國、巴西、墨西哥、智利等國的航空公司有採購，主要用戶包括美國的環球航空、巴西的南克魯賽羅航空公司，它們持續使用C-82至1980年代。從軍用到民航的服役紀錄中，C-82總共因事故損失了51架，導致100人因此身亡。
C-82運輸機的生產狀況
| 年分  | 1945 | 1946 | 1947 | 1948 | 總和 |
| ----- | ---- | ---- | ---- | ---- | ---- |
| C-82  | 4    |      |      |      | 4    |
| C-82A | 8    | 79   | 81   | 51   | 219  |
| 總和  | 12   | 79   | 81   | 51   | 223  |

## 衍生型

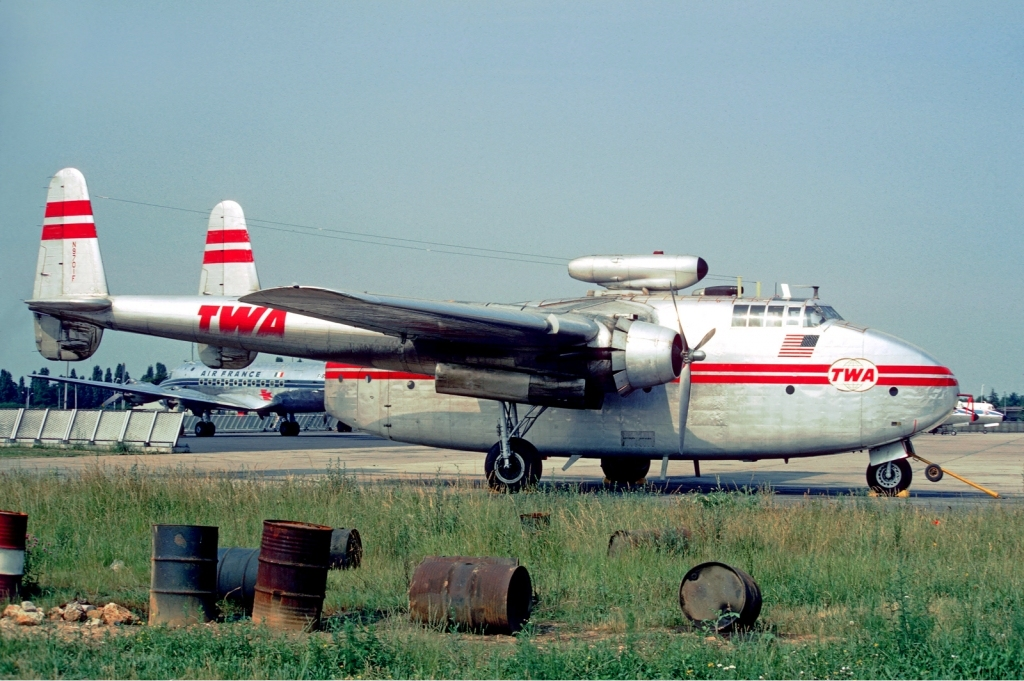
環球航空購入的C-82，機背已加裝噴射引擎提升起飛重量

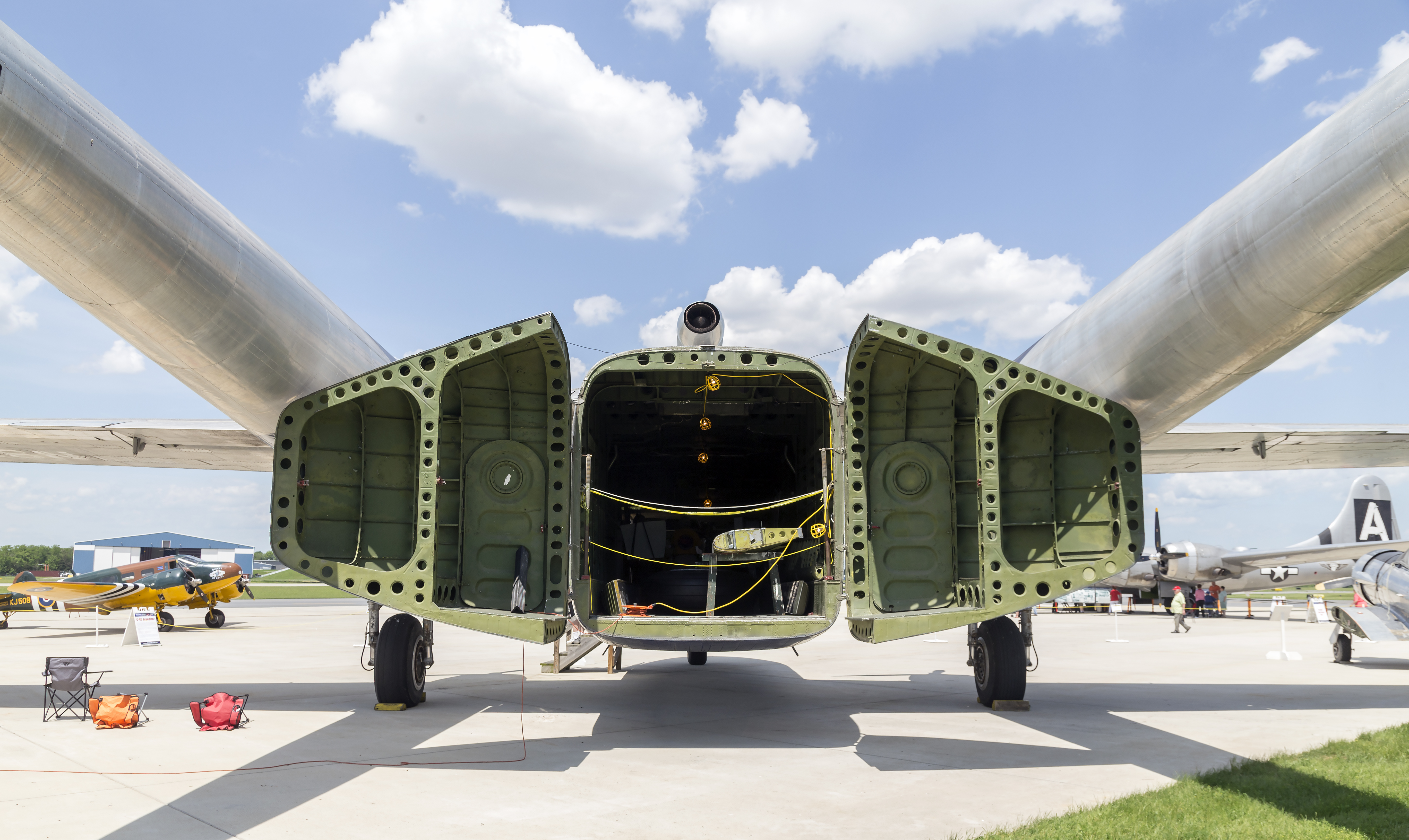
C-82的機尾蚌殼門，這是費爾柴德在運輸機上大量使用的設計

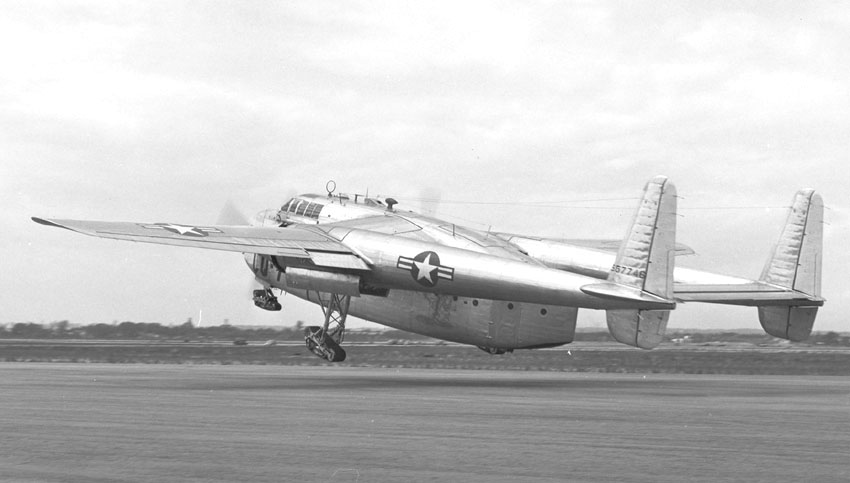
EX-82A，可看到改造後的履帶起落架

- XC-82

原型機，產製1架。
- C-82A

主要量產型，生產219架。
- EC-82A

以C-82A改造履帶式起落架的特殊機種，做為評估北極運補的項目，1948年改裝，原定改裝13架，最後僅1架完工。
- XC-82B

由1架C-82A改裝，換用R-4360引擎，為C-119運輸機之雛形。
- C-82N

北美航空代工的C-82預定運用之型號，原定生產1,000架，但生產3架後因生產計畫取消而終止。
- 史都華-戴維斯 噴射飛行篷車1600

加州的史都華-戴維斯公司1956年採購了退役C-82A進行改造，在機背加裝西屋公司製J30渦輪噴射發動機，提升最大起飛重量，該公司至少改裝了3架此機型。
- 史都華-戴維斯 噴射飛行篷車3200

由噴射飛行篷車1600改裝，機背加裝2具J30發動機，僅有1架在1957年接受改裝。
- 史都華-戴維斯 噴射飛行篷車3400

加州的史都華-戴維斯公司1962年採購了退役C-82A進行改造，機背加裝J34渦輪噴射發動機，該公司改裝了至少4架同型機。
- 史都華-戴維斯 噴射飛行篷車II

由噴射飛行篷車1600與噴射飛行篷車3400改裝，降低機體重量，換用輸出功率提升到2,400匹軸馬力的R-2800CB-16，至少有3架噴射飛行篷車接受此改造，環球航空的C-82A機隊接受了此改造方案。
- 史都華-戴維斯 飛行卡車I

史都華-戴維斯公司在1964年以C-82A改裝，將飛機的最大起飛重量提升到60,000磅（27,000），改裝1架。
- 史都華-戴維斯 飛行篷車

史都華-戴維斯公司在1965年以C-82A改裝，加裝了強化結構的貨艙地板，並在貨艙中安裝起重機方便吊運貨物，改裝1架。

## 使用者
- 美国：美國空軍、馬克航空、環球航空
- 巴西：巴西空軍（1956至1969年間服役）[7]、南克魯賽羅航空公司
- 智利
- ：宏都拉斯空軍
- 墨西哥：墨西哥航空 (1921年)

## 相關連結
- AW660大商船運輸機
- 北方飛機諾拉特拉斯式運輸機（英语：Nord_Noratlas）